# ناصر الجعفري
ناصر الجعفري رسام كاريكاتير أردني، ولد في عمان، في عام 1970، وحصل على دبلوم للرسم كرتوني من جامعة بنسلفانيا الأميركية في العام 1997، بعد إتمام دراسة إدارة الأعمال، يعمل عالياً كرسام للكريكاتير في جريدة الغد الأردنية صحيفة القدس الفلسطينية، كما يدير تحرير صحيفة المقر الإلكترونية.
نشر اولى رسوماته في صحيفة المحرر العربية الصادرة في باريس، في عام 1990، وحتى عام 1993، عمل رساماً للكاريكاتير في الملحق السياسي الصادر عن صحيفة الدستور الأردنية عام 1994، عمل رساما للكاريكاتير في صحيفة البلاد الفلسطينية الصادرة في رام الله 1994 وحتى عام 1997.

## الجوائز التي حصل عليها
حائز على جائزة الحسين للابداع الصحفي للعام 2011.
حائز على جائزة دبي للصحافة للكاريكاتير عام 2008 .
حائز على الجائزة التقديرية لمسابقة إيران الدولية للعام 2006.
حائز على جائزة الحسين للابداع الصحفي للعام 2005.
حائز على جائزة الدولة التشجيعية-الأردن للعام 2006 .
حائز على جائزة يوغسلافيا للكاريكاتير عام 2000